# لايديترون
لايديترون (بالإنجليزية: Ladytron)‏ وهي فرقة موسيقية إلكترونية إنكليزية بريطانية متمركزة في ليفربول في المملكة المتحدة، متكونة من هيلين مارني قائدة الفرقة وميرا أرويو ذات الآصل البلغاري ودانييل هونت وريوبن وو تشكلت هذه الفرقة منذ سنة 1999 وهي مستمرة حتى الآن.

## روابط خارجية
- لايديترون على موقع IMDb (الإنجليزية)
- لايديترون على موقع ميوزك برينز (الإنجليزية)
- لايديترون على موقع أول ميوزيك (الإنجليزية)
- لايديترون على موقع ديسكوغز (الإنجليزية)